# Федяево (Шуйское сельское поселение)
Федяево — деревня в Вяземском районе Смоленской области России. Входит в состав Шуйского сельского поселения. Население — 5 жителей (2007). 
Расположена в восточной части области в 29 км к северо-востоку от Вязьмы, в 12 км восточнее автодороги Р134 «Старая Смоленская дорога» Смоленск — Дорогобуж — Вязьма — Зубцов, на берегу реки Песочная. В 8 км западнее деревни расположена железнодорожная станция Александрино на линии Вязьма — Ржев. 

## История
В годы Великой Отечественной войны деревня была оккупирована гитлеровскими войсками в октябре 1941 года, освобождена в марте 1943 года. 